# 해도동
해도동(海島洞)은 대한민국 경상북도 포항시 남구의 동이다. 해도동은 포항의 현대사를 그 자체가 된 포스코를 비롯한 철강공단과 시가지를 연결하는 길목에 자리한 동이다.

## 개요
해도동은 지리적으로 형산강 하류에 위치하며 포항종합제철이 들어서기 전까지만 해도 갈대숲과 염전으로 이루어진 저습지대였으나, 1960년대 후반 짧은 기간내에 주거지역으로 변모한 신개발 지역으로 주민의 95% 이상이 외지인이며, 대부분 제철 및 연관단지에 종사하는 산업근로자 다수거주지역이다. 형산로와 통일로 및 산업도로, 강변도로가 관통하고 있다. 형산강 고수부지에는 체육시설이 설치되어 있어 (축구장, 농구장, 게이트볼장, 인라인스케이트장 등) 공휴일 각종 단체 체육대회, 조깅코스, 하절기 야간 산책로, 쉼터 등으로 시민들의 활용도가 높다.

## 연혁
- 1832년 경상도읍지에서 처음 표기, 영일현 읍내면 해도동
- 1871년 영일현 고읍면 해도동
- 1949년 포항시 해도동 (포항시 승격)
- 1982년 9월 1일 해도 1동, 2동으로 분동
- 1995년 1월 1일 포항시 영일군 통합, 포항시남구 편입
- 2009년 1월 1일 해도1.2동 통합

## 교육 기관
| 학교명       | 소재지                  | 비고 |
| ------------ | ----------------------- | ---- |
| 대도초등학교 | 남구 상공로92번길 25-10 |      |

## 공공 기관
| 기관명            | 소재지                 | 비고 |
| ----------------- | ---------------------- | ---- |
| 해도119안전센터   | 남구 중앙로 118        |      |
| 해도동 예비군동대 | 남구 해동로72번길 13-3 |      |
| 형산파출소        | 남구 문예로126번길 15  |      |

## 금융 기관
| 기관명             | 소재지                  | 비고 |
| ------------------ | ----------------------- | ---- |
| 농협중앙회         | 남구 중앙로 59          |      |
| 농협중앙회         | 남구 문예로 125         |      |
| 영포 새마을금고    | 남구 중앙로134번길 35-8 |      |
| 해도2동 새마을금고 | 남구 중앙로 66-1        |      |
| 해도우체국         | 남구 중앙로 94          |      |

## 주요 시설
| 시설명             | 소재지                   | 비고 |
| ------------------ | ------------------------ | ---- |
| 포항시 재향군인회  | 남구 포스코대로 416      |      |
| 포항고속버스터미널 | 남구 해도동              |      |
| 동해종합시장       | 남구 중앙로134번길 29-8  |      |
| 포항큰동해시장     | 남구 중앙로146번길 30-16 |      |
| 현대종합시장       | 남구 해도동              |      |
| 대해종합시장       | 남구 해도동              |      |

## 간선 도로
| 구분 | 도로 이름                                                                    |
| ---- | ---------------------------------------------------------------------------- |
| 대로 | 포스코대로, 희망대로                                                         |
| 로   | 대해로, 문예로, 상공로, 양학천로, 운하로, 중앙로, 축항로, 해동로, 형산강북로 |